# Lindsay Jennerich
Lindsay Jennerich (ur. 30 lipca 1982 w Victorii) – kanadyjska wioślarka.

## Osiągnięcia
- Mistrzostwa Świata – Monachium 2007 – dwójka podwójna wagi lekkiej – 7. miejsce[1].
- Mistrzostwa Świata – Poznań 2009 – dwójka podwójna wagi lekkiej – 6. miejsce[1].
- Mistrzostwa Świata – Hamilton 2010 – dwójka podwójna wagi lekkiej – 1. miejsce[1]
- Mistrzostwa Świata – Bled 2011 – dwójka podwójna wagi lekkiej – 2. miejsce[1]